# Briggs Goodrich
Briggs Goodrich (* 1848 in Anderson, Texas; † Juni 1888 im Arizona-Territorium) war ein US-amerikanischer Jurist und Politiker.

## Werdegang
Briggs Goodrich, Sohn von Serena Crothers (1807–1884) und Dr. Benjamin Briggs Goodrich, wurde 1848 auf einer Farm in der Nähe von Anderson (Grimes County) geboren und wuchs dort auf. Sein Vater war ein Unterzeichner der Unabhängigkeitserklärung von Texas und Kongressabgeordneter der Republik Texas. Sein Onkel, John C. Goodrich (1809–1836), fiel bei der Schlacht von Alamo. Briggs Goodrich studierte Jura am Austin College in Huntsville (Walker County). Nach dem Erhalt seiner Zulassung als Anwalt begann er im Grimes County zu praktizieren. Am 24. April 1869 heiratete er Rosa Meador (1850–1871), Tochter von Dora Meador. Das Paar bekam eine Tochter namens Rosa (1870–1959). Nach dem Tod seiner ersten Ehefrau heiratete er dann eine Frau namens Virginia „Jennie“ Shackelford (1857–1919). Das Paar bekam einen Sohn namens Benjamin Briggs Peter Fredic (1880–1924). Briggs zog 1880 mit seiner Familie in das Arizona-Territorium. Sie ließen sich dort in Tombstone (Cochise County) nieder. Briggs gründete mit dem Anwalt Webster Street zusammen eine Anwaltspraxis, welche er bis zu seinem Tod im Juni 1888 betrieb. 1887 wurde er zum Attorney General vom Arizona-Territorium ernannt – ein Posten, den er bis zu seinem Tod bekleidete. Der Gouverneur vom Arizona-Territorium C. Meyer Zulick ernannte dann John A. Rush zum neuen Attorney General, um die Vakanz zu füllen.